# Good Hope (Illinois)
Good Hope is een plaats (village) in de Amerikaanse staat Illinois, en valt bestuurlijk gezien onder McDonough County.

## Demografie
Bij de volkstelling in 2000 werd het aantal inwoners vastgesteld op 415. In 2006 is het aantal inwoners door het United States Census Bureau geschat op 384, een daling van 31 (-7,5%).

## Geografie
Volgens het United States Census Bureau beslaat de plaats een oppervlakte van 0,8 km², geheel bestaande uit land. Good Hope ligt op ongeveer 216 m boven zeeniveau.

## Plaatsen in de nabije omgeving
De onderstaande figuur toont nabijgelegen plaatsen in een straal van 20 km rond Good Hope.